# Athletic Club 2011-2012
Questa voce raccoglie le informazioni riguardanti l'Athletic Club nelle competizioni ufficiali della stagione 2011-2012.

## Stagione
Nella stagione 2011-2012, l'Athletic Club è arrivato al decimo posto nella massima divisione spagnola qualificandosi comunque per l'Europa League. Questo perché ha raggiunto, perdendola però per 3-0, la finale di Coppa di Spagna contro il Barcellona già qualificato per la Champions League. In Europa League, è arrivato in finale eliminando formazioni del calibro di Manchester United, Schalke 04 e Sporting Lisbona. Ha tuttavia perso la finale di Bucarest contro l'Atlético Madrid, anche questa volta per 3-0.

## Divise
| Manica sinistra · Manica sinistra · Maglietta · Maglietta · Manica destra · Manica destra · Pantaloncini · Calzettoni · Calzettoni | Manica sinistra · Manica sinistra · Maglietta · Maglietta · Manica destra · Manica destra · Pantaloncini · Calzettoni · Calzettoni | Manica sinistra · Manica sinistra · Maglietta · Maglietta · Manica destra · Manica destra · Pantaloncini · Pantaloncini · Calzettoni · Calzettoni |

## Rosa
| N. |                      | Ruolo | Calciatore          |
| -- | -------------------- | ----- | ------------------- |
| 1  | Spagna (bandiera)    | P     | Gorka Iraizoz       |
| 2  | Spagna (bandiera)    | A     | Gaizka Toquero      |
| 3  | Spagna (bandiera)    | D     | Jon Aurtenetxe      |
| 5  | Venezuela (bandiera) | D     | Fernando Amorebieta |
| 6  | Spagna (bandiera)    | D     | Mikel San José      |
| 7  | Spagna (bandiera)    | C     | David López         |
| 8  | Spagna (bandiera)    | C     | Ander Iturraspe     |
| 9  | Spagna (bandiera)    | A     | Fernando Llorente   |
| 10 | Spagna (bandiera)    | A     | Óscar de Marcos     |
| 11 | Spagna (bandiera)    | C     | Igor Gabilondo      |
| 12 | Spagna (bandiera)    | D     | Koikili             |
| 13 | Spagna (bandiera)    | P     | Raúl Fernández      |
| 14 | Spagna (bandiera)    | C     | Markel Susaeta      |

| N. |                   | Ruolo | Calciatore                |
| -- | ----------------- | ----- | ------------------------- |
| 15 | Spagna (bandiera) | D     | Andoni Iraola             |
| 16 | Spagna (bandiera) | D     | Iban Zubiaurre Urrutia    |
| 17 | Spagna (bandiera) | C     | Iñigo Pérez               |
| 18 | Spagna (bandiera) | C     | Carlos Gurpegi (capitano) |
| 19 | Spagna (bandiera) | A     | Iker Muniain              |
| 20 | Spagna (bandiera) | D     | Aitor Ocio                |
| 21 | Spagna (bandiera) | C     | Ander Herrera             |
| 22 | Spagna (bandiera) | D     | Xabier Castillo           |
| 23 | Spagna (bandiera) | D     | Borja Ekiza               |
| 24 | Spagna (bandiera) | C     | Javi Martínez             |
| 26 | Spagna (bandiera) | C     | Igor Martínez             |
| 28 | Spagna (bandiera) | A     | Ibai Gómez                |